# 瓦兰吉卫队

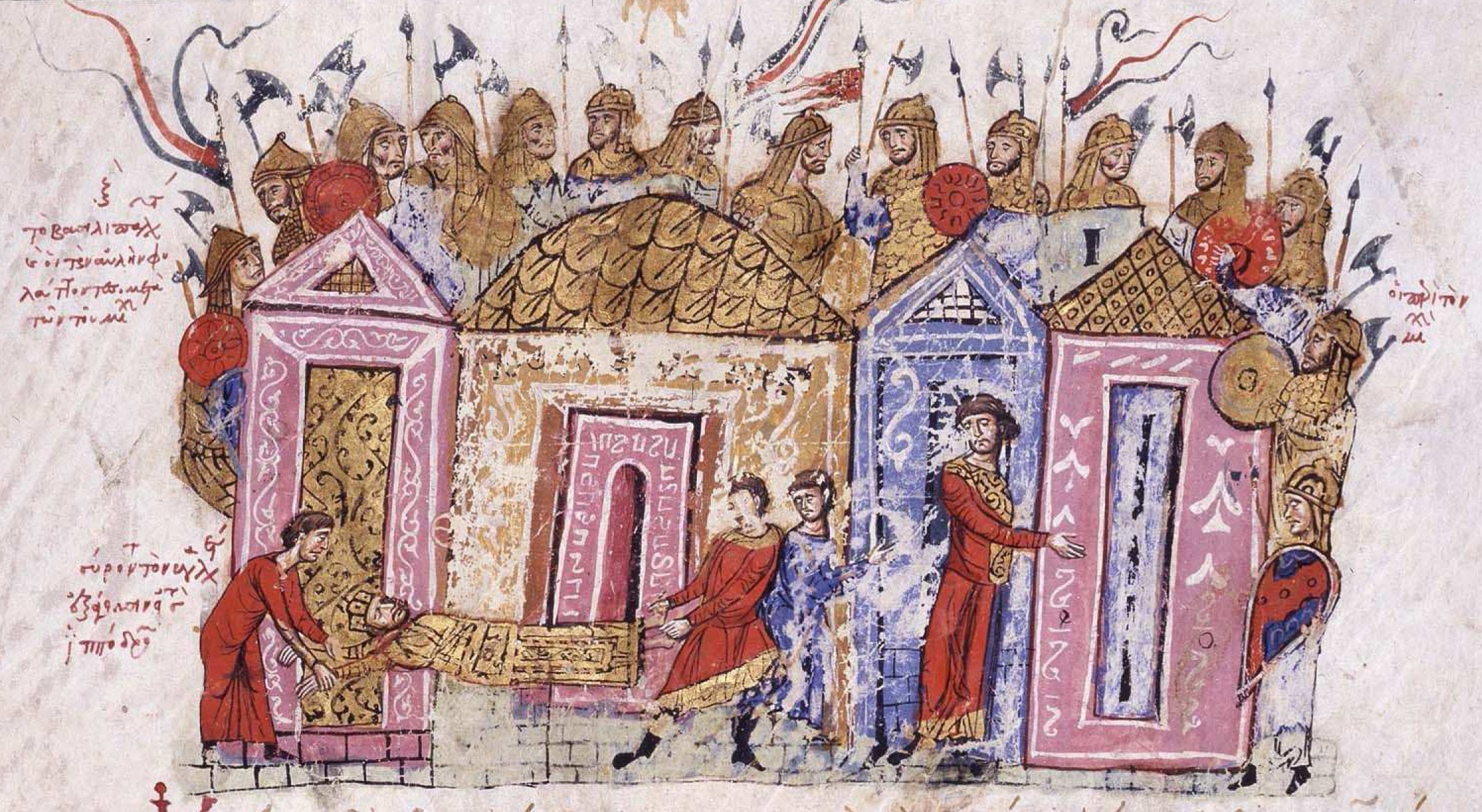
斯基利齐斯编年史中关于瓦良格人的插画。

瓦良格卫队（希臘語：Τάγμα τῶν Βαράγγων，羅馬化：Tágma tōn Varángōn，羅馬化：Væringjar，来自于ᚢᛅᚱᛦ/várr，意为“承诺”“誓言”）是一支于十世纪至十四世纪在拜占庭军队中服役的精英部队，其下成员均为拜占庭皇帝的贴身近卫。在其鼎盛时期，这支部队主要由日耳曼人，或者更准确地说，是由诺斯人（在进入维京时代大约二百年后这支部队首次建成）与盎格鲁-撒克逊人（在诺曼征服后部分盎格鲁-撒克逊人流亡海外，并受雇于君士坦丁堡）组成。
罗斯人是最早的瓦良格卫队成员。早在874年他们就已经于拜占庭军队中服役。而卫队的正式组建还要等到巴西尔二世执政的988年。在此之前不久，弗拉基米尔一世率领一支瓦良格军队攫取了基辅罗斯的统治权并开展了基督教化运动，作为其与拜占庭军事合作协议的一部分向其派遣了一支6000人的军队。 因拜占庭宫廷卫队时常变节逆君并招来灭顶之祸，所以巴西尔对其极不信任，而在军队中服役的瓦良格人却与之形成鲜明对比的忠义可嘉，故巴西尔将这些瓦良格人任命为自己的贴身护卫部署在宫闱内墙。
到十一世纪晚期为止，来自瑞典、丹麦、挪威以及冰岛的北方移民才是该部队的主要成员。在此期间，大量斯堪的纳维亚人离开家园应召加入拜占庭军队，以致于在中世纪的瑞典西哥特兰有一道法令用来限制人口外流——身处“希腊”（当时的斯堪的纳维亚人如此称呼拜占庭帝国），则不可继承遗产，尤其是在还有另外两个欧洲王室（基辅罗斯和伦敦）也在招募斯堪的纳维亚人的时候。
在头一个百年中，瓦良格卫队主要由诺斯人和罗斯人组成，而在诺曼底公爵征服英格兰后，卫队中也开始出现更多的盎格鲁-撒克逊人。在阿莱克修斯一世治下的十一世纪晚期，瓦良格卫队开始大量招募盎格鲁-萨克森人以及其他“饱受维京人及其分支——诺曼人摧残的流亡者”。同维京人一样，盎格鲁-萨克森人及其他日耳曼人继承了先祖血誓尽忠、视死如归的传统。在诺曼入侵英格兰后，大量失去土地与君主的战士便开始另在他处谋生。
瓦良格卫队不仅担负护卫君王的任务，同时也参与战争。因其往往被委以重任，所以对战场形势的影响不容小觑。尽管作为皇帝的近卫部队，瓦良格卫队至少存续至十四世纪中叶，然而在十三世纪晚期，瓦良格人已在种族成分上被希腊人同化吸收。不过在1400年的君士坦丁堡，仍有卫队成员自称“瓦良格人”。

## 历史

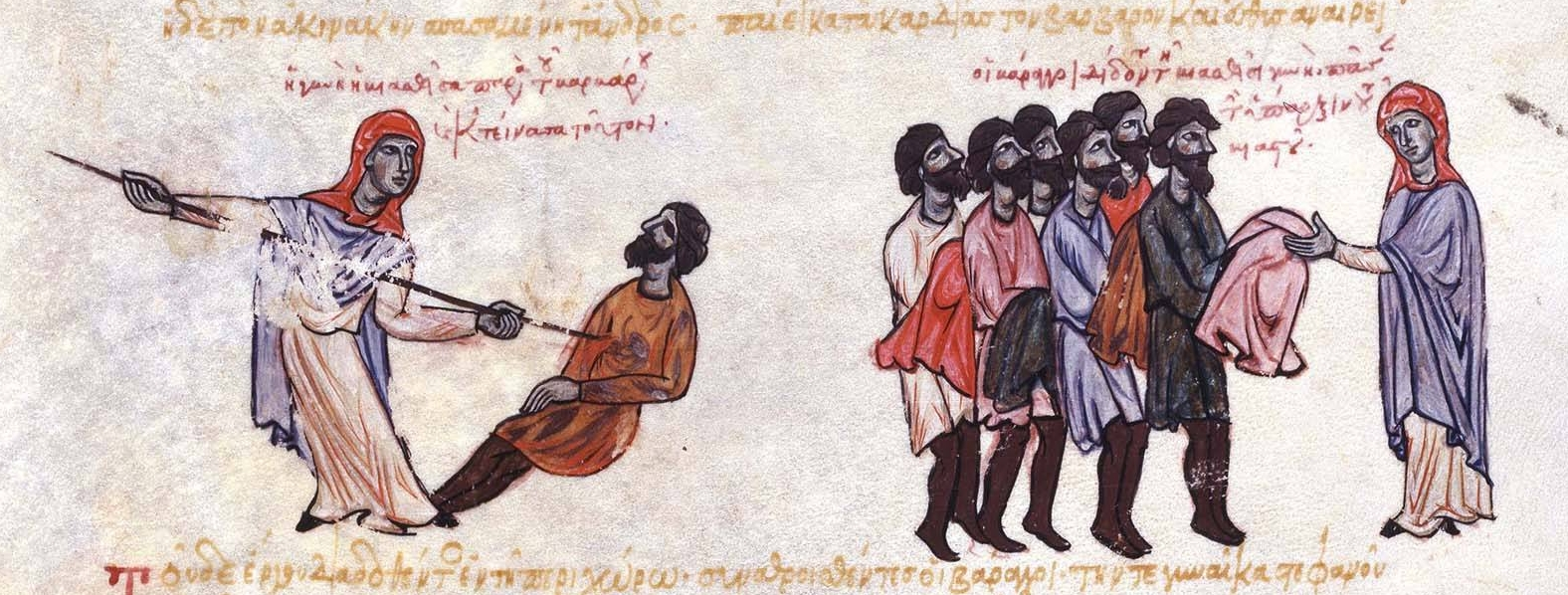
一位色雷斯妇女杀死了试图强奸她的瓦兰吉人，而被杀者的财产则被他的同伴转交给这位妇女。

瓦兰吉卫队最早的成员来自基辅罗斯。在短暂的敌对后，拜占庭皇帝米海尔三世与罗斯人签订了条约，其中一项便是规定罗斯有义务向拜占庭提供士兵。在907—911年，双方再次爆发冲突，之后缔结的新约规定任何罗斯人均有权选择是否在拜占庭军队中服役。
早至911年，便有瓦兰吉人作为雇佣兵在拜占庭服役的记录。在902年，约700名瓦兰吉士兵与达尔马提亚人一道作为海军陆战队参加了拜占庭海军对克里特酋长国发起的远征。949年，在君士坦丁七世麾下又有629名瓦兰吉士兵回到了克里特岛。936年，一支由415人组成的瓦兰吉小队参加了拜占庭发起的意大利战役。另外还有记录显示，在955年有一支瓦兰吉分遣队随同拜占庭大军在叙利亚与阿拉伯人作战。在这期间，瓦兰吉雇佣兵被划归到大近卫军（希臘語：Μεγάλη Εταιρεία）中。
988年，巴西尔二世要求弗拉基米尔一世向其提供军事支援以拱卫皇权。弗拉基米尔一世遵守了其父在多洛斯妥伦围城战后所订立的和约，向巴西尔派遣了6000名士兵。弗拉基米尔则抓住了这一机会摆脱了那些最难以驾驭和供养的士兵。这也被推测为这支精锐部队正式组建固定编制的肇始之日。作为交换，巴西尔的妹妹安娜下嫁弗拉基米尔，后者也同意转宗基督并将向所有国民传播基督信仰。
989年，为平定巴尔达斯·福卡斯将军的叛乱，巴西尔二世亲率这些瓦兰吉士兵在克律索波利斯登陆。亲临战场的福卡斯在看见对方的强大阵容后，突发中风落马暴毙，其手下士卒尽作鸟兽散。有记录指出，这些凶蛮的瓦兰吉人在乘胜追击的时候“欢笑着将敌人砍切成碎片”。
这些士兵作为瓦兰吉卫队的核心，在十一世纪时还参与了在南部意大利与诺曼人和伦巴第人的战争。1018年，意大利总督向巴西尔二世求援，以镇压伦巴第人的叛乱。一支瓦兰吉派遣军被送往意大利，并在坎尼战役中取得了决定性胜利。
1038年，瓦兰吉人也参与了在乔治·马尼阿克斯的领导下从阿拉伯人手中收复部分西西里岛的军事行动。新近抵达意大利并热切盼望军事冒险的诺曼人、以及在拜占庭占领下普利阿地区的伦巴第人和瓦兰吉人一起参加了战斗。此时在瓦兰吉卫队中服役的还有未来成为挪威国王的“无情者哈拉尔”。然而马尼阿克斯通过公开羞辱伦巴第人的首领阿杜因来排挤麾下的伦巴第人，这致使伦巴第人纷纷其他而去，而诺曼人和瓦拉吉人也随之离队。
不久之后，意大利总督米海尔·多开阿诺斯得以指挥一支驻扎在巴里的瓦兰吉卫队。1041年3月16日，该部队被召集前往韦诺萨与当地的诺曼人战斗，而其中许多人在之后的撤退中溺死在奥凡托河中。是年9月，艾格奥古斯图斯·博伊奥安内斯与一支规模很小的瓦兰吉卫队被派往意大利，以取代先前蒙受耻辱失败的多开阿诺斯。1041年9月3日，他们也被诺曼人击败。
君士坦丁堡给最后被派往意大利的总督们都配备了瓦兰吉部队。1047年，约翰·拉斐尔与一支瓦兰吉分遣队被派往巴里，而当地驻防将领拒绝接收这支部队，拉斐尔转而前往奥特兰托执行任务。1067年，拜占庭最后一位意大利总督马布里卡率领瓦兰吉辅助部队在南意大利登陆，并攻占了布林迪西和塔兰托。而在灾难性的曼齐刻尔特战役中，几乎全部的拜占庭近卫军都在保卫皇帝的战斗中阵亡。

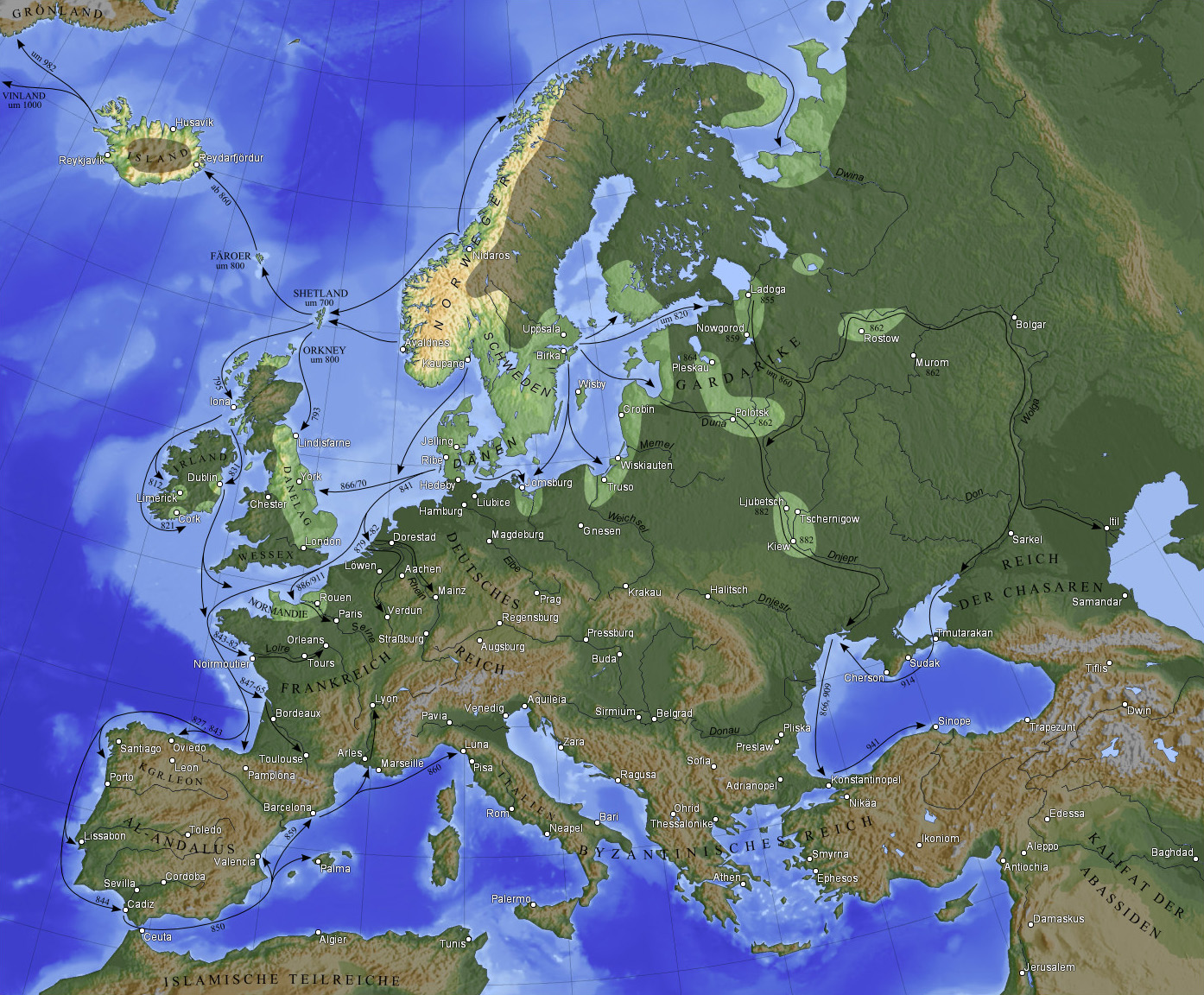
维京人的远航：他们的航线遍及欧洲大部、地中海、小亚细亚、北非、北极与北美洲。

1088年，大量盎格鲁-撒克逊人、丹人经由地中海航道迁移到了拜占庭帝国境内。有资料显示这批移民至少由5000人组成，分乘235艘船。他们并未在黑海海岸为阿列克修斯一世修筑据点与海伦波利斯城。瓦兰吉卫队从这些移民中招募了大量士兵，以至于从此之后该部队通常被称为盎格鲁-瓦兰吉人（Anglo-Varangians）。在扩充兵员后，瓦兰吉卫队又在西西里与羅貝爾·吉斯卡爾率领下的诺曼人作战，后者则刚刚在入侵巴尔干低地的行动中失败。
编年史作者安娜·科穆宁娜公主在1080年将瓦兰吉卫队描述为“执斧蛮族”、“从极北之国而来”（可能是参考了不列颠群岛或斯堪的纳维亚的自然气候）。拜占庭历史学家約翰·金納莫斯也将这些君王近卫称为“持斧者”、“他们的母国不列颠从很久以前开始便为罗马的皇帝效命”。金納莫斯的记述作成于十二世纪晚期，这也表明可能在第四次十字军东征时瓦兰吉卫队依旧主要由丹人和撒克逊人组成。
尽管瓦兰吉人持双手长柄斧作为其主要武器，但他们同时也是精通剑术与弓箭的大师。在某些资料中，例如安娜·科穆宁娜所著《阿列克修斯王朝》中的瓦兰吉卫队便配有鞍马；而维京人、精锐盎格鲁-撒克逊士兵通常仍是下马步战，马匹仅被用作战术机动。卫队一般情况下都驻扎在君士坦丁堡近畿，有时也驻扎在狮牛宫（Bucoleon palace）的外围。瓦兰吉也同其他部队一道参与大小战斗，拜占庭编年史作者（还有数位西欧以及阿拉伯的编年史作者）都在记载中强调这支部队勇武难当，尤其是和本地蛮族相比较。在约翰二世治下爆发的贝罗亚战役中，瓦兰吉卫队成为了胜利的关键，他们劈砍开佩切涅格人的篷车防御圈，瓦解其阵线并使营房中的佩切涅格人夺路溃逃。
十一世纪的拜占庭历史学家米海尔·瑟卢斯如此描述瓦兰吉人：“他们皆手持盾牌，将单刃的铁制兵器挥舞过肩”。这里的铁制兵器被认为是丹人战斧（许多拜占庭作者都将他们称之为“执斧蛮族”而非“瓦兰吉人”），但对此处希腊文本的误译导致不少人将这种铁制兵器当作色雷斯逆刃镰（rhomphaia），这种误译可能是因为译者对拜占庭文学的文辞雅饰产生了误解。
在第四次十字军东征中，瓦兰吉卫队在防御君士坦丁堡时表现突出。作为专司近卫的战士，在文献中有如下记载：“战况惨烈，刀斧相接，来犯之兵已逾高墙，牢狱囚徒皆受征召。” 
；希腊人对瓦兰吉卫队最后的记载出现在《摩里亚编年史》中，书中记载瓦拉吉卫队在1259年的帕拉冈尼亚战役后将亚该亚侯爵护送进监狱；历史学家D.J.Geanakoplos认为瓦兰吉卫队被狄奥多一世重建以支持他合法皇帝的地位。 直到1400年，在君士坦丁堡中仍有瓦兰吉卫队存在。

## 职责
瓦兰吉卫队的职责与使命大体上与基辅的大公扈从（druzhina）、挪威的伙伴战团（hird）、斯堪的纳维亚和盎格鲁-撒克逊的贵族侍卫（housecarls）相同。瓦兰吉卫队作为帝王近卫，立下血誓效忠皇帝；在某些场合他们也承担仪仗队或警察的职能（尤其是在处置谋反案件时）。他们受一名拜占庭督军（akolouthos）的独立管辖。
仅在危难关头或战况最激烈时瓦兰吉卫队才被投送战场。当时的拜占庭编年史作者们对瓦兰吉卫队的记载同时散发着恐惧与赞誉：“斯堪的纳维亚人无论外表还是装束都惊慑人心，他们即便血流如柱、浑身伤创，在衝向敌人时依旧狂怒难当” 。因在这段文字中可见这些瓦兰吉战士进入了无我无畏的超人状态，甚至可以忽略肉体上的痛觉，所以这里描述的可能是瓦兰吉人中的狂战士（berserker）。当皇帝驾崩后，瓦拉吉卫队甚至有特权闯入禁殿内帑，随意取走其中的金银财宝。这一例行事项在古诺斯语中被称作polutasvarf（“劫宫”）。这项殊荣可使许多瓦兰吉人衣锦还乡，并刺激更多的故土乡党涌入东方的“伟大城市”（在古诺斯语中君士坦丁堡被称作Miklagarðr，意即「伟大城市」）。
瓦兰吉人的忠诚甚至成为了一种在拜占庭作家间通用的修辞喻体。在安娜·科穆宁娜讲述其父亲阿列克修斯在1081年夺得皇位的文字中，有人建议阿列克修斯不要进攻仍在保卫尼基弗鲁斯三世的瓦兰吉卫队，并将瓦拉吉人对帝王的忠诚是描述为一种“家族传承、神圣的信约”。她还写道：“他们的忠诚纯洁无暇，并决计不会泛起哪怕一丁点的叛逆之心”。与巴西尔二世极不信任的拜占庭近卫军相反，瓦兰吉人仅对拜占庭皇帝效忠，而不在乎是谁坐在皇位上。这一点在969年卫队并未替被刺杀的尼基弗鲁斯二世复仇时便已深入人心。当尼基弗鲁斯二世遭到刺杀时，一个宫廷侍卫成功召集了瓦兰吉卫队，但当卫队赶赴皇宫时皇帝已经身亡。卫队全员则当即跪伏在杀死了尼基弗鲁斯二世的约翰一世面前，并高呼皇帝万岁。“但凡皇帝仍在，必死战至最后一人。而若皇帝已死，则无须为其复仇。因为他们已有新君。”
但至少有两大事例可以证明安娜对瓦兰吉人的赞誉言过其实。1071年，罗曼努斯四世被苏丹阿尔普·阿尔斯兰击败，而在皇帝返回首都之前，君士坦丁堡便发生了宫廷政变。约翰·杜卡斯利用瓦兰吉卫队，缺席罢黜了他们的皇帝，并逮捕了皇后尤多科西娅，随后将他的侄子米海尔七世扶上皇位。瓦兰吉卫队不仅没有没有保卫他们远离首都的皇帝，还为篡位者所用，这也说明他们并非只忠诚于当前皇位上的人。历史学家约翰内斯·佐那拉斯还记录了另一件更令人不齿之事：1078年，瓦兰吉卫队在尼基弗鲁斯·布约尼奥斯将军失明后策划推翻尼基弗鲁斯三世，并“计划弑君”，但被宫廷近卫军所镇压。他们之后请求并也得到了宽赦。

### 如尼石刻

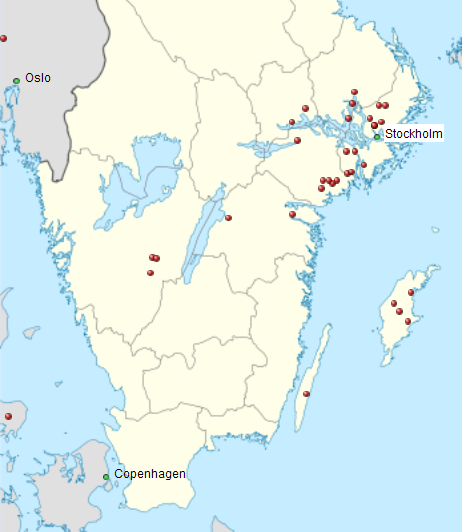
瓦兰吉石刻的地理位置分布。

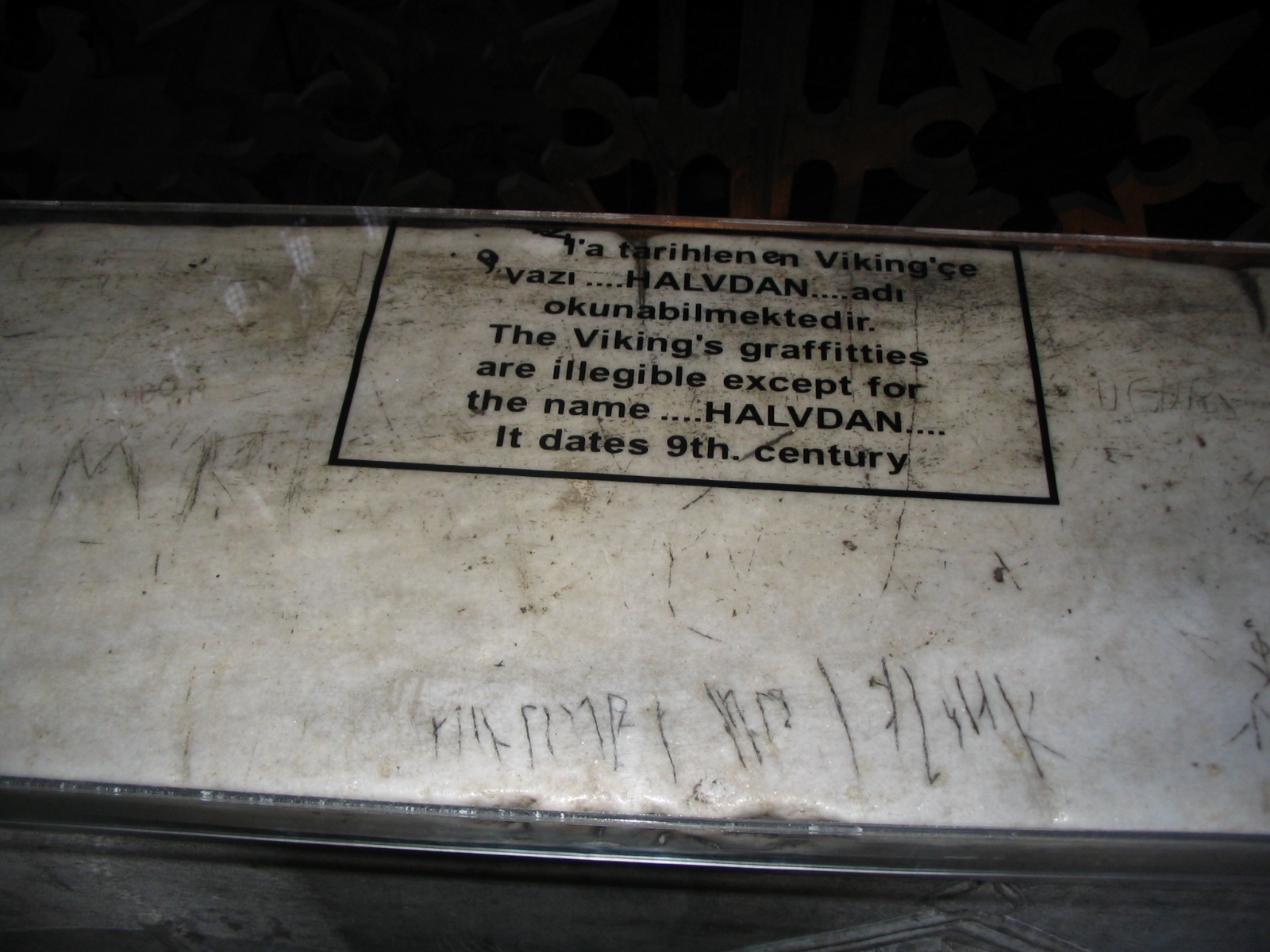
圣索菲亚大教堂中的一处如尼文字刻，很有可能就是一位瓦兰吉士兵「哈夫丹」在此刻下的。

在斯堪的纳维亚树立了许多被称为“如尼石刻”的石制纪念碑。其中有很多都雕刻于维京时代，且同瓦兰吉卫队有关。有许多石碑都刻录了阵亡瓦兰吉战士的事迹、向东方（Austr）的远航、东方航线（Austrvegr），以及像Garðaríki（今天的俄罗斯与乌克兰）这种详细的东方地点。瓦兰吉卫队的消亡也在一块讲述远洋航行的希腊石刻（Greece Ronustones）上得以体现。这些石刻可能是由原先的卫队成员或者根据他们的回忆所雕刻而成的。另外还有四块意大利石刻（Italy Runestones）则是为了纪念在南意大利阵亡的瓦兰吉卫队成员。

## 萨迦史诗
根据萨迦史诗，西诺斯人加入瓦拉吉卫队的时间要晚于东诺斯人。在拉克萨拉史诗（Laxdœla saga）中，出生于1006年的冰岛人波利·博拉松是第一个加入瓦兰吉卫队的冰岛或挪威人。他经由丹麦抵达君士坦丁堡，并在瓦兰吉卫队中服役多年；“人们都说他功勋盖世，身先士卒”。史诗中记载道，皇帝赐予他的跟随者们华丽服饰，他在回归故乡后名震一方：
波利纵马从船上跃下，他的十二名随从均身披猩红色的华服、胯下是镀金的马鞍，他们是最值得信任的战团，但却都不能与波利相提并论。他身着加思国王赠与他的皮裘大氅，身后猩红色的披风猎猎飘扬；就连剑柄也由黄金缀饰。他头戴华丽的金盔，身侧悬着一面赤色的圆盾，上面绘有一名金色的骑士。他的手中握着一把匕首，据说这是外国的风俗。无论波利一行人于何处落脚休息，都会有如痴如醉的女人怔怔地望着他们。
在诺约尔史诗（Njal's Saga）中也有提及瓦兰吉卫队的文段，史诗将冰岛人克斯克格记载为第一个到达Holmgard（诺夫哥罗德）、以及Milkgard（君士坦丁堡）的诺斯人，并在当地为拜占庭皇帝效命。“人们听到有关他的最后消息，便是他作为瓦兰吉人的首领，在当地娶妻成家并终老于斯。”
瓦兰吉卫队中最著名的成员便是日后的挪威国王——无情者哈拉尔。在逃离了他的家园后，哈拉尔辗转于基辅罗斯，并在1035年抵达君士坦丁堡。他跟随乔治·马尼阿克斯将军共参加了十八场战役，在安纳托利亚和西西里与阿拉伯人作战，或在南意大利与保加利亚与蛮族入侵者作战。哈拉尔·西古德松的史诗着重对这位未来国王进行了描写。
在瓦兰吉卫队服役期间，哈拉尔获得了“执杖官（manglavites）”和“佩剑官（spatharokandidatos）”的头衔。但因他在执行任务期间侵吞了皇室私掠物，在被投入监狱后也结束了其拜占庭军队生涯。直到米海尔五世去世后才被释放，而在萨迦史诗中写道，他便是那个在皇帝逃往斯托迪奥斯修道院后将其刺瞎的凶手。
哈拉尔之后本欲脱离军职，但遭到拜占庭方面驳回。他最终在1043年成功逃回家乡，并在挪威加冕为王，直到在1066年在入侵英格兰的斯坦福桥战役中阵亡。
在无情者哈拉尔的孙子——西古德一世组织起挪威十字军时，瓦兰吉卫队已逐渐恢复了许多古老的斯堪的纳维亚传统。在约旦河与穆斯林激战后，西古德允许他的剩余部队加入瓦兰吉卫队，他自己则仅率一支不超过一百人的亲兵返回挪威。
大多数讲述挪威人和冰岛人在瓦兰吉卫对中服役的故事都作成于13世纪后，大抵上对拜占庭抱有较高的兴趣与正面的评价。